# Cianokol
Cianokol je enokomponentno brezbarvno lepilo na osnovi etil-2-cianoakrilata, ki ne vsebuje topil in se strjuje pri sobni temperaturi. Je primeren za lepljenje majhnih neporoznih površin in za razna pritrjevanja, za lepljenje kovine, umetnih mas in gum.

## Fizikalne in kemijske lastnosti
Je brezbarvna tekočina, ki pa se lahko zgosti do gela. Ima značilen oster vonj.
Reagira z vodo in alkalijami. Zaradi eksotermnosti reakcije pride do segrevanja. Pri termičnem razpadu se sproščajo ogljikov monoksid, ogljikov dioksid, dušikovi oksidi, saje.
Snov ima vrelišče pri >200 °C (pri 101 kPa) in plamenišče pri 87 °C.

## Ugotovitve nevarnih lastnosti
Vdihavanje
Dražilno za dihalne poti. Lahko povzroči slabost, zaspanost in vrtoglavico
Stik s kožo
Dražilno za kožo in sluznico. V trenutku zlepi kožo.
Stik z očmi
Dražilno za oči. V trenutku zlepi očesne veke.
Zaužitje
Lahko povzroči draženje.
Znaki zastrupitve so: vrtoglavica, slabost, oteženo dihanje, lahko tudi nezavest.